# Zisterzienserabtei Jequitibá
Die Zisterzienserabtei Jequitibá (lat. Abbatia B.M.V. Divini Pastoris Matris) ist seit 1939 ein brasilianisches Kloster in Mundo Novo, Bahia, Bistum Ruy Barbosa.

## Geschichte
Die österreichische Zisterzienserabtei Stift Schlierbach gründete 1939 in Jequitibá, Mundo Novo, 330 km westlich von Salvador (Bahia), das Kloster Abadia Nossa Senhora Mãe do Divino Pastor („Unsere Liebe Frau vom Guten Hirten“), das 1950 zur Abtei erhoben wurde. Bestimmend für die Klostergründung war der bedeutende Schlierbacher Abt Alois Wiesinger (1885–1955), der 1938 bereits Pater Alfred Haasler als Missionar nach Brasilien entsandte und 1939 zur Klostergründung nachfolgte, nicht zuletzt, um der Verhaftung durch die Nationalsozialisten zu entgehen. Später ging der Schlierbacher Pater Josef Hehenberger 1966 als Missionar nach Brasilien. Nach Einsätzen im Kloster Jequitibá wurde er Pfarrer in Jacobina (Bahia) und gründete das Jugend-Schutzzentrum Fazendinha. Das Kloster engagierte sich gegenüber der Bevölkerung durch Bildungs- und Sozialarbeit sowie durch medizinische Betreuung.

### Obere und Äbte
- Alois Wiesinger (1939–1946)
- Anton Moser (* 1920 in Vorchdorf; † 2003, Oberer ab 1946, erster Abt: 1950–1996)
- Meinrad Schröger (1996–2004)
- Josef Hehenberger (Abt 2004–2014)
- João Crisostomo de Almeida (Prior-Administrator) (2014–)
- Antonius J. Nogueira de Souza (Prior-Administrator) (2018)